# 주미국 타이베이 경제문화대표처
주미국 타이베이 경제문화대표처(중국어: 駐美國臺北經濟文化代表處, 영어: Taipei Economic and Cultural Representative Office in the United States) 또는 중화민국 주미국 대표처(중국어: 中華民國駐美國代表處)는 중화민국이 미국에 설치한 외교 공관이다. 표면상으로는 연락사무소이지만 비공식적인 외교 임무를 수행하는 사실상의 대사관 역할을 하고 있다.
대표처의 수장의 명칭은 주미국 타이베이 대표이고 현 대표는 샤오메이친(蕭美琴)이다. 그리고 공사 격에 해당하는 2명의 부대표가 존재한다. 대표처 본부는 워싱턴 D.C.에 위치해 있고 미국 각지에 총영사관에 해당하는 사무처를 두고 있다.

## 역사
1979년 1월 1일을 기해 미국은 중화인민공화국과 정식으로 외교 관계를 수립하였고 동시에 하나의 중국 원칙에 따라 중화민국과는 단교를 하게 되어 쌍방의 대사관을 철수하고 외교 관계를 단절하게 되었다. 그러나 중화민국과의 관계의 중요성으로 인해 미국과 중화민국은 여러 차례에 걸친 협의를 진행하여 미국 의회에서 1979년 4월에 《대만관계법》이 통과되었고 외교 공관 역할을 하는 미국재대만협회가 설립되었다. 중화민국 측도 이에 북미사무협조위원회(현 대만미국사무위원회)를 설치하고 미국에 타이베이 대표부를 설립해 미국에 주재하는 대표 1명을 두게 되어 현재에 이르고 있다.

## 사무처
| 사무처 | 사무처 | 영사 관할 구역                                                                           |
| ------ | --- | ---------------------------------------------------------------------------------------- |
|        | 주미국 타이베이 경제문화대표처                                                                                            | 미국 워싱턴 D.C., 메릴랜드주, 버지니아주, 웨스트버지니아주, 델라웨어주                   |
|        | 주보스턴 타이베이 경제문화판사처                                                                                          | 미국 매사추세츠주, 뉴햄프셔주, 버몬트주, 메인주, 로드아일랜드주                          |
|        | 주뉴욕 타이베이 경제문화판사처                                                                                            | 미국 뉴욕주, 뉴저지주, 펜실베이니아주, 코네티컷주                                        |
|        | 주마이애미 타이베이 경제문화판사처                                                                                        | 미국 플로리다주, 푸에르토리코, 미국령 버진아일랜드, 버뮤다, 바하마, 터크스 케이커스 제도 |
|        | 주애틀랜타 타이베이 경제문화판사처                                                                                        | 미국 조지아주, 앨라배마주, 켄터키주, 노스캐롤라이나주, 사우스캐롤라이나주, 테네시주      |
|        | 주시카고 타이베이 경제문화판사처                                                                                          | 미국 일리노이주, 인디애나주, 아이오와주, 미시간주, 미네소타주, 오하이오주, 위스콘신주    |
|        | 주휴스턴 타이베이 경제문화판사처                                                                                          | 미국 텍사스주, 오클라호마주, 아칸소주, 루이지애나주, 미시시피주                          |
|        | 주덴버 타이베이 경제문화판사처 (2015년 4월 17일 이전까지는 캔자스시티에 있었음.)                                          | 미국 콜로라도주, 캔자스주, 미주리주, 네브래스카주, 노스다코타주, 사우스다코타주          |
|        | 주로스앤젤레스 타이베이 경제문화판사처                                                                                    | 미국 남부 캘리포니아, 애리조나주, 뉴멕시코주                                             |
|        | 주샌프란시스코 타이베이 경제문화판사처                                                                                    | 미국 북부 캘리포니아, 네바다주, 유타주                                                   |
|        | 주시애틀 타이베이 경제문화판사처                                                                                          | 미국 워싱턴주, 오리건주, 아이다호주, 몬태나주, 와이오밍주, 알래스카주                    |
|        | 주호놀룰루 타이베이 경제문화판사처                                                                                        | 미국 하와이주, 아메리칸사모아, 팔미라 환초                                               |
|        | 주괌 타이베이 경제문화판사처 (2017년 8월 31일을 기해 폐지되어 주팔라우 중화민국 대사관에 이관됨. 2020년에 운영을 재개함.) | 괌, 북마리아나 제도, 미크로네시아 연방                                                   |

## 역대 주미국 타이베이 대표
- 제1대: 샤궁취안 (夏功權, 1979년 5월 9일 ~ 1981년 3월 25일)
- 제2대: 차이웨이핑 (蔡維屏, 1981년 3월 25일 ~ 1982년 11월 19일)
- 제3대: 첸푸 (錢復, 1982년 11월 19일 ~ 1988년 8월 25일)
- 제4대: 딩마오스 (丁懋時, 1988년 8월 25일 ~ 1994년 9월 8일)
- 제5대: 루자오중 (魯肇忠, 1994년 9월 8일 ~ 1996년 6월 1일)
- 제6대: 후즈창 (胡志強, 1996년 6월 1일 ~ 1997년 10월 16일)
- 제7대: 천시판 (陳錫蕃, 1997년 10월 16일 ~ 2000년 5월 20일)
- 제8대: 청젠런 (程建人, 2000년 5월 20일 ~ 2004년 7월 25일)
- 제9대: 리다웨이 (李大維, 2004년 7월 25일 ~ 2007년 4월 15일)
- 제10대: 우자오셰 (吳釗燮, 2007년 4월 15일 ~ 2008년 8월 4일)
- 제11대: 위안젠성 (袁健生, 2008년 8월 4일 ~ 2012년 9월 27일)
- 제12대: 진푸충 (金溥聰, 2012년 9월 27일 ~ 2014년 3월 1일)
- 제13대: 선뤼쉰 (沈呂巡, 2014년 3월 1일 ~ 2016년 6월 5일)
- 제14대: 가오숴타이 (高碩泰, 2016년 6월 5일 ~ 2020년 7월 24일)
- 제15대: 샤오메이친 (蕭美琴, 2020년 7월 24일 ~ 2023년 11월 30일)
- 제16대: 위다레이 (兪大㵢, 2023년 12월 12일 ~ )

## 같이 보기
- 중화민국 외교부
- 미국재대만협회
- 주일 타이베이 경제문화대표처
- 주한국 타이베이 대표부